# Rémy Di Grégorio
Pour les articles homonymes, voir Di Gregorio.
Rémy Di Grégorio, né le 31 juillet 1985 à Marseille, est un coureur cycliste
français. Au cours de sa carrière, il a notamment remporté une étape de Paris-Nice en 2011.

## Biographie

### Jeunesse et carrière amateur
Rémy Di Grégorio naît le 31 juillet 1985 à Marseille. Il découvre le VTT à l'âge de onze et s'inscrit à l'AS Carnoux. Il s'initie au cyclisme sur route en catégorie minime deuxième année, puis au cyclo-cross en cadet deuxième année. En 1999, il rejoint le VC La Pomme Marseille, dont il reste membre jusqu'en 2004,,.

### Carrière de coureur cycliste

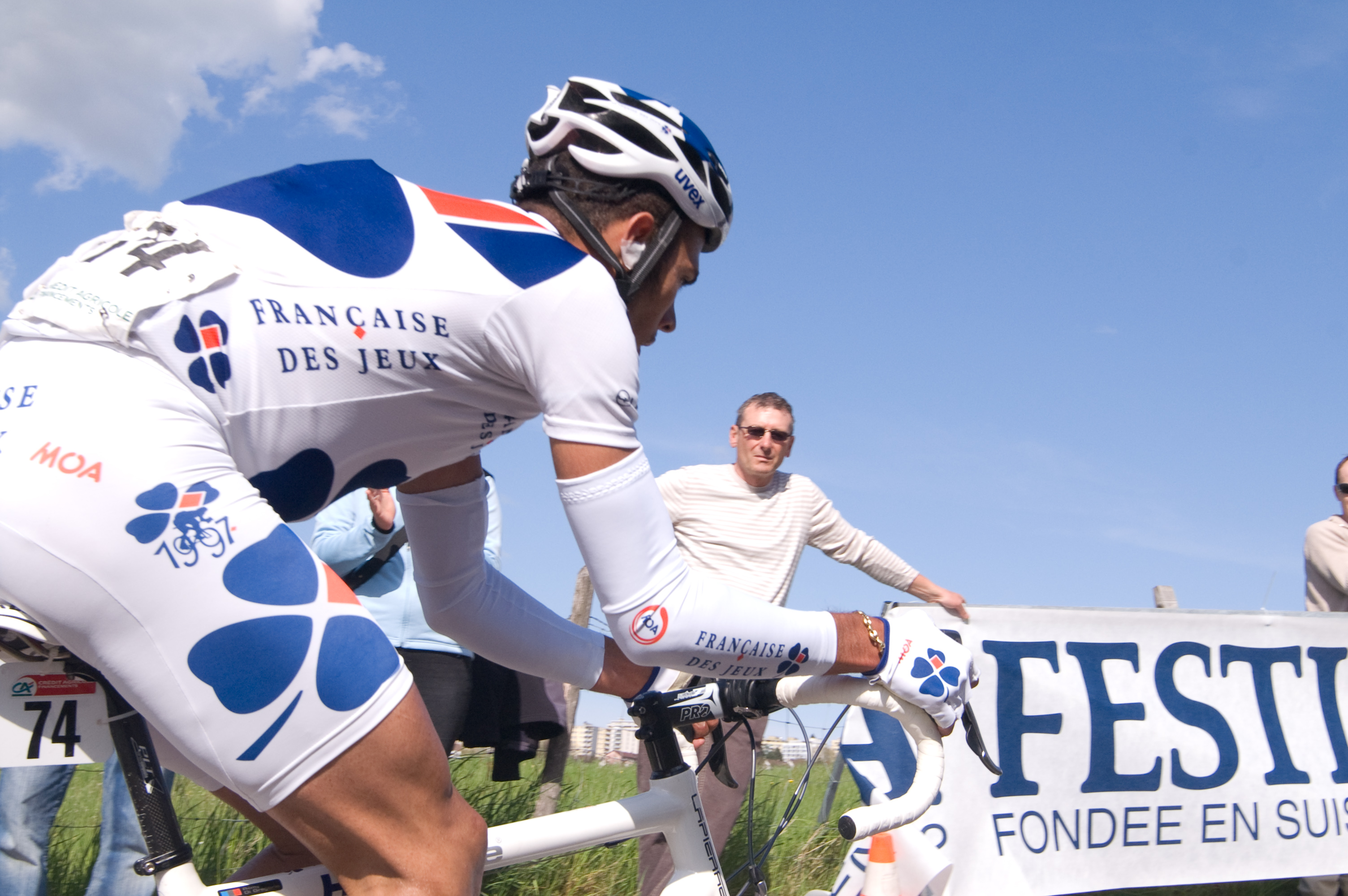
Dans la côte de la Laurette, en 2008.

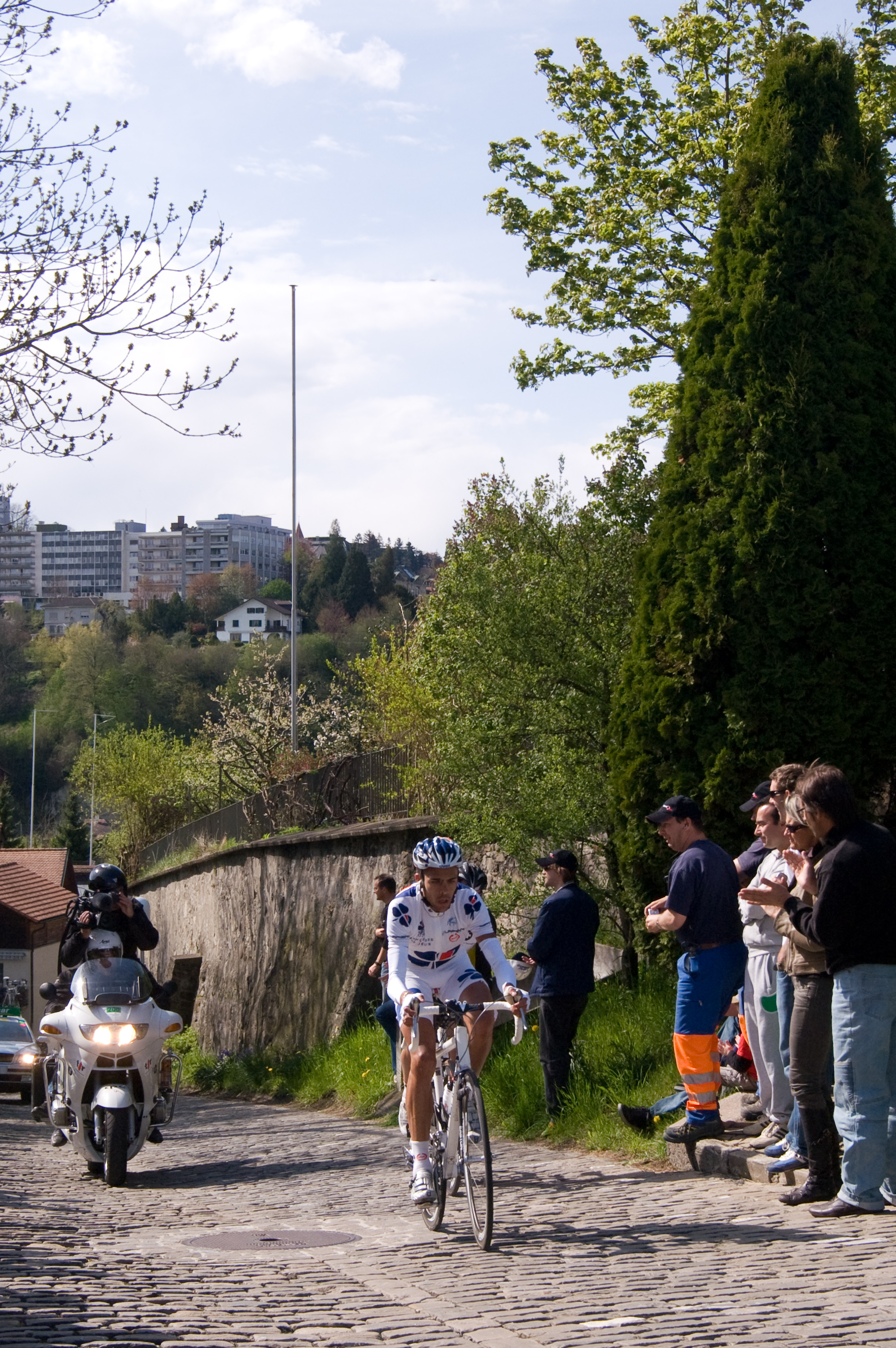
Échappé lors de la deuxième étape du Tour de Romandie 2008.

Rémy Di Grégorio fait ses débuts dans le peloton professionnel en 2005 dans l'équipe Française des jeux. Il a remporté la huitième étape du Tour de l'Avenir 2006. Il s'illustre l'année suivante par une échappée de près de 200 kilomètres dans Liège-Bastogne-Liège avant d'être repris et distancé par le peloton à 15 kilomètres de l'arrivée.
Bon grimpeur, il prend la quinzième place au mont Ventoux lors du Critérium du Dauphiné libéré 2006. Il réalise de nouveau en 2007 un très bon Dauphiné en s'adjugeant le maillot à pois de meilleur grimpeur.
En 2007, lors de sa première participation au Tour de France, il abandonne au terme de la quatrième étape en raison d'une fracture du coude consécutive à une chute au début de cette étape. Il se dit alors très déçu, lui qui aurait souhaité s'imposer à Marseille, sa ville natale, à l'occasion de la dixième étape.
Son début de saison 2008 est troublé par une tendinite survenue sur Paris-Nice. Il fait son retour à la compétition en mai sur le Tour de Romandie, où il se lance dans une longue échappée lors de la deuxième étape.
Lors de la dixième étape du Tour de France 2008, il s'extirpe seul dans la montée du col du Tourmalet et franchit le sommet seul en tête. Il est ensuite repris par le groupe du maillot jaune au début de l'ascension d'Hautacam. Il participe à une échappée dans la dix-septième étape mais est lâché dans la descente du col du Télégraphe.
En 2011, Rémy Di Gregorio rejoint l'équipe kazakhe Astana. Il remporte l'avant-dernière étape de Paris-Nice, en s'échappant seul dans les derniers kilomètres.
Après une année chez Astana, il décline la proposition de prolongation de son contrat pour s'engager dans la formation française Cofidis pour 2012. Fin avril, il remporte la troisième étape du Tour des Asturies et termine troisième du classement général de l'épreuve, son premier podium sur une course par étapes depuis son passage chez les professionnels. Il obtient une nouvelle troisième place sur une course à étapes début mai, lors du Tour de la communauté de Madrid. En juillet 2012, il est arrêté durant le Tour de France dans le cadre d'une affaire liée au dopage.
Autorisé à reprendre la compétition à l'été 2013, il s'engage avec le club de Martigues-SC Vivelo et remporte le Tour de Bulgarie. Il annonce ensuite son retour chez les professionnels pour 2014 avec son club formateur, La Pomme Marseille 13. Il reprend la compétition lors du Grand Prix d'ouverture La Marseillaise, première épreuve de l'UCI Europe Tour 2014. En mars, il remporte le classement général du Tour de Taïwan. Trois mois plus tard, il se classe deuxième des Boucles de l'Aulne, une manche de la Coupe de France.
À la fin de la saison 2014, le site Internet du quotidien La Provence annonce que le coureur prolonge son contrat avec son équipe.
Lors de la saison 2017, il se distingue en mai sur les routes du Tour d'Azerbaïdjan, 6e d'étape, le GP de Plumelec (20e) et les Boucles de l'Aulne (13e) puis, en septembre, sur le Tour du Jura (15e). Le 27 septembre 2017, il annonce qu'il mettra un terme à sa carrière à l'issue de la saison 2017. Début novembre, il est finalement prolongé pour une saison par son équipe Delko-Marseille Provence-KTM. 
En 2018, Rémy Di Grégorio réalise un bon début de saison. Après avoir terminé sixième de sa course de reprise, le Grand Prix d'ouverture, il s'adjuge le classement de la montagne sur l'Étoile de Bessèges puis remporte l'étape au col de l'Espigoulier sur le Tour de Provence la semaine suivante. Il s'illustre ensuite sur une étape de Paris-Nice où il s'échappe avec Luis León Sánchez et Jonathan Hivert. Les trois coureurs se disputent la victoire mais Di Grégorio, après avoir attaqué à deux reprises, s'incline au sprint face à ses deux compagnons d'échappée. En avril, il est annoncé qu'il a été contrôlé positif à l'EPO pendant la course.

#### Affaires de dopage
Le 10 juillet 2012, Rémy Di Grégorio est arrêté durant le Tour de France à l'hôtel de l'équipe Cofidis à Bourg-en-Bresse dans le cadre d'une affaire liée au dopage. Il aurait été interpellé à la suite d'une conversation avec un fournisseur présumé. L'équipe Cofidis le suspend « à titre conservatoire », et annonce son licenciement si « les faits de dopage étaient avérés ». Le 12 juillet, il est mis en examen à Marseille pour détention de matériel prohibé mais le coureur nie s'être dopé.
Cependant, il est autorisé à recourir par la cour d'appel d'Aix en avril 2013. Il poursuit son ancienne équipe. Celle-ci est condamnée en octobre 2013 par les prud'hommes de Marseille pour rupture abusive de contrat. Néanmoins, il est condamné le 2 juillet 2018 à un an de prison avec sursis et à 2 000 euros d'amende, pour avoir détenu du matériel permettant de se doper. Le tribunal n'a cependant pas prononcé l'interdiction définitive d'exercer la profession de coureur cycliste qu'avait requise le procureur.
En avril 2018, l'Union cycliste internationale (UCI) annonce qu'il a fait l'objet d'un contrôle antidopage positif à l'EPO lors du Paris-Nice un mois auparavant. Rémy Di Grégorio est par conséquent « provisoirement suspendu jusqu'à la résolution de l'affaire. ». L'échantillon B étant positif, le 11 mai 2020, il est suspendu quatre ans, soit jusqu'au 7 mars 2022.

## Palmarès

### Palmarès sur route
| - 2001 - Champion de France sur route cadets - 2003 - Champion de France du contre-la-montre juniors - Champion de Provence du contre-la-montre juniors - Tour PACA juniors - Prix du Conseil Général de l'Ardèche - 2eb étape du Tour de Basse-Saxe juniors - 2e du Giro della Lunigiana - 3e du Grand Prix des Nations juniors - 2004 - 3e étape du Tour des Pays de Savoie - 2e de La Durtorccha - 3e de la Ronde de l'Isard d'Ariège - 2006 - 8e étape du Tour de l'Avenir - 2010 - 10e du Tour de Catalogne | - 2011 - 7e étape de Paris-Nice - 2012 - 3e étape du Tour des Asturies - 3e du Tour des Asturies - 3e du Tour de la communauté de Madrid - 2013 - 3e étape du Tour du Piémont pyrénéen - Tour de Bulgarie : - Classement général - 2e étape - 2014 - Classement général du Tour de Taïwan - 2e des Boucles de l'Aulne - 2017 - 2e du Tour d'Almaty - 2018 - 2e étape du Tour de La Provence |

### Résultats sur les grands tours

#### Tour de France
5 participations
- 2007 : abandon (4e étape)
- 2008 : 59e
- 2010 : 78e
- 2011 : 39e
- 2012 : exclu, non-partant (10e étape)

#### Tour d'Espagne
3 participations
- 2008 : 80e
- 2009 : 51e
- 2010 : 19e[n 3],[20]

### Classements mondiaux
| Année                  | 2007 | 2008 | 2009 | 2010 | 2011 | 2012 | 2013 | 2014 | 2015 | 2016  |
| ---------------------- | ---- | ---- | ---- | ---- | ---- | ---- | ---- | ---- | ---- | ----- |
| Classement ProTour     | 226e |      |      |      |      |      |      |      |      |       |
| Calendrier mondial UCI |      |      |      | 206e |      |      |      |      |      |       |
| UCI World Tour         |      |      |      |      | 158e |      |      |      |      |       |
| UCI Asia Tour          |      |      |      |      |      |      |      | 28e  |      | 560e  |
| UCI Europe Tour        |      |      |      |      |      | 156e | 239e | 61e  |      | 1290e |